# Gábor Vas
Gábor Vas (Szekszárd, 29 agosto 2003) è un calciatore ungherese, centrocampista o difensore del Paks.

## Carriera

### Club
Ha giocato nella prima divisione ungherese.

### Nazionale
Ha giocato nelle nazionali giovanili ungheresi Under-19 ed Under-21.

## Statistiche

### Presenze e reti nei club
Statistiche aggiornate al 7 febbraio 2024.
| Stagione        | Squadra         | Campionato      | Campionato | Campionato | Coppe nazionali | Coppe nazionali | Coppe nazionali | Coppe continentali | Coppe continentali | Coppe continentali | Altre coppe | Altre coppe | Altre coppe | Totale | Totale |
| Stagione        | Squadra         | Comp            | Pres       | Reti       | Comp            | Pres            | Reti            | Comp               | Pres               | Reti               | Comp        | Pres        | Reti        | Pres   | Reti   |
| --------------- | --------------- | --------------- | ---------- | ---------- | --------------- | --------------- | --------------- | ------------------ | ------------------ | ------------------ | ----------- | ----------- | ----------- | ------ | ------ |
| 2020-2021       | Paks            | NBI             | 5          | 0          | MK              | 3               | 0               | -                  | -                  | -                  | -           | -           | -           | 8      | 0      |
| 2021-2022       | Paks            | NBI             | 7          | 0          | MK              | 1               | 0               | -                  | -                  | -                  | -           | -           | -           | 8      | 0      |
| 2022-2023       | Paks            | NBI             | 22         | 0          | MK              | 2               | 0               | -                  | -                  | -                  | -           | -           | -           | 24     | 0      |
| 2023-2024       | Paks            | NBI             | 5          | 0          | MK              | 0               | 0               | -                  | -                  | -                  | -           | -           | -           | 5      | 0      |
| Totale carriera | Totale carriera | Totale carriera | 39         | 0          |                 | 6               | 0               |                    | -                  | -                  |             | -           | -           | 45     | 0      |

## Palmarès

### Club

#### Competizioni nazionali
- Coppa d'Ungheria: 2

Paks: 2023-2024, 2024-2025